# Пелагичево
Пелагичево (босн. Pelagićevo, серб. Пелагићево / Pelagićevo, хорв. Pelagićevo) — город на северо-востоке Боснии и Герцеговины (западнее от города Брчко и юго-восточнее от города Шамац). Центр общины Пелагичево. Относится к Республике Сербской.

## Население
Численность населения города по переписи 2013 года составила 2 796 человек, общины — 7 332 человека.
Национальный состав города по переписи 1991 года:
- сербы — 2.973 (96,97 %);
- югославы — 46 (1,50 %);
- хорваты — 17 (0,55 %);
- мусульмане — 4 (0,13 %);
- остальные — 26 (0,85 %).

Всего: 3.066 чел.